# Congresso dos Estudantes de Ciência e Engenharia de Materiais do Mercosul
O Congresso dos Estudantes de Ciência e Engenharia de Materiais do Mercosul (CECEMM) é um evento que tem sido realizado desde 1999 pelos estudantes de graduação em Engenharia de Materiais e ciências dos materiais de diferentes universidades do Mercosul, graças à parceria firmada entre universidades, estudantes, empresas e profissionais da área.
O congresso visa divulgar e debater a Ciência e Engenharia de Materiais entre estudantes e profissionais, além de estreitar as relações entre estudantes e empresas em um ambiente de integração.

## Edições
A cada ano o evento é realizado em uma faculdade diferente. A anfitriã se responsabiliza pela organização do congresso em todos os âmbitos: programação científica, infraestrutura e logística. A integração dos estudantes da instituição é uma característica fundamental para o sucesso alcançado.
As edições foram as seguintes:
- I CECEMM (1999) - São Carlos - SP - UFSCar
- II CECEMM (2000) - Ponta Grossa - PR - UEPG
- III CECEMM (2001) - Campina Grande - PB - UFPB
- IV CECEMM (2002) - São Carlos - SP - UFSCar
- V CECEMM (2003) - Florianópolis - SC - UFSC
- VI CECEMM (2004) - Coronel Fabriciano - MG - Unileste
- VII CECEMM (2005) - Porto Alegre - RS - UFRGS
- VIII CECEMM (2006) - Ponta Grossa - PR- UEPG
- IX CECEMM (2007) - Florianópolis - SC - UFSC
- X CECEMM (2008) - São Carlos - SP - UFSCar
- XI CECEMM (2009) - Guaratinguetá - SP - UNESP
- XII CECEMM (2010) - Porto Alegre - RS - UFRGS
- XIII CECEMM (2011) - Rio de Janeiro - RJ - UFRJ
- XIV CECEMM (2012) - Ponta Grossa - PR - UEPG
- XV CECEMM (2013) - Guaratinguetá - SP - UNESP
- XVI CECEMM (2014) - Florianópolis - SC - UFSC
- XVII CECEMM (2015) -  São Carlos - SP - UFSCar
- XVIII CECEMM (2016) - Itabira - MG - UNIFEI
- XIX CECEMM (2017) - Belo Horizonte - MG - CEFET-MG
- XX CECEMM (2018) - São Carlos - SP - UFSCar
- XXI CECEMM (2019) - Ponta Grossa - PR - UEPG
- XXII CECEMM (2020) - Blumenau - SC - UFSC

## X CECEMM
Com o lema "Tradição e Inovação", o Décimo Congresso dos Estudantes de Ciência e Engenharia de Materiais do Mercosul foi realizado na Universidade Federal de São Carlos em 2008, contou com a participação de diversos professores do Departamento de Engenharia de Materias, profissionais de diversas empresas e congressistas de mais de 20 Universidades brasileiras e de outros países da América do Sul. Com um total de 10 mini-cursos, diversas palestras e visitas técnicas em 9 empresas da região, o Congresso foi um sucesso.

## XI CECEMM
A realização do XI CECEMM no campus de Guaratinguetá, no estado de São Paulo, da Universidade Estadual Paulista “Júlio de Mesquita Filho” está fundamentada na preocupação do Curso de Engenharia de Materiais, com o objetivo de integrar uma grande gama de conhecimentos científicos, tecnológicos e sociais na formação de seus alunos. O evento visa divulgar com repercussão nacional e internacional, nos países do Mercosul, a excelência dos discentes desse curso. Pretende-se atingir esse objetivo através da participação de estudantes, profissionais, professores e empresas no Congresso, focando suas atenções no grande pólo industrial de São Paulo.
A décima primeira edição do evento teve patrocínio da TenarisConfab, fornecedora de tubos de aço soldados para a indústria energética.
Durante o congresso foi também apresentada a mais recente inovação da área têxtil da empresa Rhodia, como sendo o tema principal da palestra da pesquisadora Tarcis Bastos.

## XIII CECEMM
Em 2011, pela primeira vez, a Cidade Maravilhosa receberá o evento. Organizado pelos alunos do Departamento de Engenharia Metalúrgica e de Materiais (DMM) da Universidade Federal do Rio de Janeiro (UFRJ), o evento será realizado no Campus da Ilha do Fundão, principal da UFRJ.

## XV CECEMM
Sendo sede pela segunda vez, a Faculdade de Engenharia de Guaratinguetá - FEG/UNESP vai proporcionar ao congressistas diversas atividades relacionadas com a engenharia e a ciência dos materiais com palestras, workshops, visitas técnicas as empresas situadas  no vale do paraíba e entre outros eventos na semana que será realizado o congresso.

## XX CECEMM
Em sua vigésima edição, o congresso retorna à Universidade Federal de São Carlos.

## Programação Científica
O evento conta com diversas palestras e mini-cursos, para aprofundamento das mais diferentes áreas da Engenharia de Materiais. Eles são ministrados por professores e profissionais na área.
As visitas técnicas são realizadas nas empresas parceiras, localizadas na região e nos principais pólos localizados próximos à universidade anfitriã.
Ainda, no congresso há apresentação de trabalhos em pôster e oralmente, caso haja interesse do congressista e se este for aceito após avaliação realizada.